# Општина Путла Виља де Гереро (Оахака)
Путла Виља де Гереро (шп. Putla Villa de Guerrero) општина је у Мексику у савезној држави Оахака. Општина се налази на надморској висини од 744 м.

## Становништво
Према подацима из 2010. у општини је живело 31897 становника.

### Хронологија
| Година       | 2000                  | 2005                  | 2010                  |
| ------------ | --------------------- | --------------------- | --------------------- |
| Становништво | 26406 (12380 / 14026) | 29678 (13779 / 15899) | 31897 (14982 / 16915) |

### Попис
| \| \| м \| \| \| ж \| \| 0—2 \| 885 \| \| \| 946 \| \| 3—5 \| 1.055 \| \| \| 1.035 \| \| 6—11 \| 2.065 \| \| \| 2.016 \| \| 12—14 \| 1.029 \| \| \| 1.125 \| \| 15—17 \| 1.185 \| \| \| 1.200 \| \| 18—24 \| 2.023 \| \| \| 2.286 \| \| 60+ \| 1.477 \| \| \| 1.835 \| \| Просек : \| 27,2 \| \| \| 28,7 \| |       |  |  |       |
| |       |  |  |       |
| | м     |  |  | ж     |
| 0—2 | 885   |  |  | 946   |
| 3—5 | 1.055 |  |  | 1.035 |
| 6—11 | 2.065 |  |  | 2.016 |
| 12—14 | 1.029 |  |  | 1.125 |
| 15—17 | 1.185 |  |  | 1.200 |
| 18—24 | 2.023 |  |  | 2.286 |
| 60+ | 1.477 |  |  | 1.835 |
| Просек : | 27,2  |  |  | 28,7  |

| #   | Индикатор                                                                                        | Вредност |
| --- | ------------------------------------------------------------------------------------------------ | -------- |
| 1   | Становништво од 0 до 2 године                                                                    | 1831     |
| 2   | Мушко становништво од 0 до 2 године                                                              | 885      |
| 3   | Женско становништво од 0 до 2 године                                                             | 946      |
| 4   | Становништво са 3 и више година                                                                  | 30040    |
| 5   | Мушко становништво са 3 и више година                                                            | 14084    |
| 6   | Женско становништво са 3 и више година                                                           | 15956    |
| 7   | Становништво са 5 и више година                                                                  | 28700    |
| 8   | Мушко становништво са 5 и више година                                                            | 13409    |
| 9   | Женско становништво са 5 и више година                                                           | 15291    |
| 10  | Становништво са 12 и више година                                                                 | 23869    |
| 11  | Мушко становништво са 12 и више година                                                           | 10964    |
| 12  | Женско становништво са 12 и више година                                                          | 12905    |
| 13  | Становништво са 15 и више година                                                                 | 21715    |
| 14  | Мушко становништво са 15 и више година                                                           | 9935     |
| 15  | Женско становништво са 15 и више година                                                          | 11780    |
| 16  | Становништво са 18 и више година                                                                 | 19330    |
| 17  | Мушко становништво са 18 и више година                                                           | 8750     |
| 18  | Женско становништво са 18 и више година                                                          | 10580    |
| 19  | Становништво од 3 до 5 година                                                                    | 2090     |
| 20  | Мушко становништво од 3 до 5 година                                                              | 1055     |
| 21  | Женско становништво од 3 до 5 година                                                             | 1035     |
| 22  | Становништво од 6 до 11 година                                                                   | 4081     |
| 23  | Мушко становништво од 6 до 11 година                                                             | 2065     |
| 24  | Женско становништво од 6 до 11 година                                                            | 2016     |
| 25  | Становништво од 8 до 14 година                                                                   | 4899     |
| 26  | Мушко становништво од 8 до 14 година                                                             | 2423     |
| 27  | Женско становништво од 8 до 14 година                                                            | 2476     |
| 28  | Становништво од 12 до 14 година                                                                  | 2154     |
| 29  | Мушко становништво од 12 до 14 година                                                            | 1029     |
| 30  | Женско становништво од 12 до 14 година                                                           | 1125     |
| 31  | Становништво од 15 до 17 година                                                                  | 2385     |
| 32  | Мушко становништво од 15 до 17 година                                                            | 1185     |
| 33  | Женско становништво од 15 до 17 година                                                           | 1200     |
| 34  | Становништво од 18 до 24 године                                                                  | 4309     |
| 35  | Мушко становништво од 18 до 24 године                                                            | 2023     |
| 36  | Женско становништво од 18 до 24 године                                                           | 2286     |
| 37  | Женско становништво од 15 до 49 година                                                           | 8617     |
| 38  | Становништво са 60 и више година                                                                 | 3312     |
| 39  | Мушко становништво са 60 и више година                                                           | 1477     |
| 40  | Женско становништво са 60 и више година                                                          | 1835     |
| 41  | Однос између мушкараца и жена                                                                    | 88.57    |
| 42  | Становништво од нуле до 14 година                                                                | 10156    |
| 43  | Становништво од 15 до 64 године                                                                  | 19347    |
| 44  | Становништво од 65 година и више                                                                 | 2368     |
| 45  | Просечан број деце                                                                               | 2.67     |
| 46  | Становништво рођено у ентитету                                                                   | 30321    |
| 47  | Мушко становништво рођено у ентитету                                                             | 14241    |
| 48  | Женско становништво рођено у ентитету                                                            | 16080    |
| 49  | Становништво рођено у другом ентитету                                                            | 1135     |
| 50  | Мушко становништво рођено у другом ентитету                                                      | 536      |
| 51  | Женско становништво рођено у другом ентитету                                                     | 599      |
| 52  | Становништво од 5 година и више резидентно у ентитету у јуну 2005. године                        | 27337    |
| 53  | Мушко становништво старосног доба од 5 година и више, резидентно у ентитету у јуну 2005. године  | 12606    |
| 54  | Женско становништво старосног доба од 5 и више година, резидентно у ентитету у јуну 2005. године | 14731    |
| 55  | Становништво од 5 година и више које је живело у другом ентитету у јуну 2005. године             | 438      |
| 56  | Мушко становништво старије од 5 година које је живело у другом ентитету у јуну 2005. године      | 200      |
| 57  | Женско становништво старије од 5 година које је живело у другом ентитету у јуну 2005. године     | 238      |
| 58  | Становништво од 3 године и више које говори аутохтони језик                                      | 9843     |
| 59  | Мушко становништво старо 3 године и више које говори аутохтони језик                             | 4630     |
| 60  | Женско становништво старо 3 године и више које говори аутохтони језик                            | 5213     |
| 61  | Становништво од 3 године и више које говори аутохтони језик и не говори шпански језик            | 1298     |
| 62  | Мушко становништво старо 3 године и више које говори аутохтони језик и не говори шпански         | 405      |
| 63  | Женско становништво старо 3 године и више које говори аутохтони језик и не говори шпански језик  | 893      |
| 64  | Становништво старо 3 године и више које говори аутохтони језик и шпански                         | 8418     |
| 65  | Мушко становништво старо 3 године и више које говори аутохтони језик и шпански                   | 4169     |
| 66  | Женско становништво старо 3 године и више које говори аутохтони језик и шпански                  | 4249     |
| 67  | Становништво од 5 година и више које говори аутохтони језик                                      | 9548     |
| 68  | Становништво од 5 година и више које говори аутохтони језик и не говори шпански језик            | 1171     |
| 69  | Становништво од 5 година и више које говори аутохтони језик и говори шпански језик               | 8259     |
| 70  | Становништво у домородачким домаћинствима                                                        | 13233    |
| 71  | Становништво са ограничењима у активностима                                                      | 1360     |
| 72  | Становништво са ограниченим ходањем или кретањем, горе или доле                                  | 606      |
| 73  | Становници са ограничењима вида, чак и уз кориштење сочива                                       | 449      |
| 74  | Становништво са ограничењима говора, комуникације или конверзације                               | 141      |
| 75  | Становништво са ограниченим слухом                                                               | 168      |
| 76  | Становништво са ограничењима при одевању, купању или јелу                                        | 40       |
| 77  | Становништво са ограничењима у опажању или учењу једноставних ствари                             | 30       |
| 78  | Становништво са менталним ограничењима                                                           | 114      |
| 79  | Становништво без ограничења активности                                                           | 30314    |
| 80  | Становништво од 3 до 5 година које не похађа школу                                               | 818      |
| 81  | Мушко становништво од 3 до 5 година које не похађа школу                                         | 419      |
| 82  | Женско становништво од 3 до 5 година које не похађа школу                                        | 399      |
| 83  | Становништво од 6 до 11 година које не похађа школу                                              | 134      |
| 84  | Мушко становништво од 6 до 11 година које не похађа школу                                        | 71       |
| 85  | Женско становништво од 6 до 11 година које не похађа школу                                       | 63       |
| 86  | Становништво од 12 до 14 година које не похађа школу                                             | 160      |
| 87  | Мушко становништво од 12 до 14 година које не похађа школу                                       | 93       |
| 88  | Женско становништво од 12 до 14 година које не похађа школу                                      | 67       |
| 89  | Становништво од 15 до 17 година похађа школу                                                     | 1649     |
| 90  | Мушко становништво од 15 до 17 година похађа школу                                               | 824      |
| 91  | Женско становништво између 15 и 17 година живота у школи                                         | 825      |
| 92  | Становништво од 18 до 24 године похађа школу                                                     | 1151     |
| 93  | Мушко становништво од 18 до 24 године похађа школу                                               | 565      |
| 94  | Женско становништво од 18 до 24 године похађа школу                                              | 586      |
| 95  | Становништво од 8 до 14 година које не може да чита и пише                                       | 284      |
| 96  | Мушко становништво старосног доба од 8 до 14 година које не може да чита и пише                  | 165      |
| 97  | Женско становништво старосног доби од 8 до 14 година које не може да чита и пише                 | 119      |
| 98  | Становништво од 15 година и више које је неписмено                                               | 3273     |
| 99  | Мушко становништво од 15 година и више које је неписмено                                         | 1052     |
| 100 | Женско становништво од 15 година и више које је неписмено                                        | 2221     |
| 101 | Становништво старо 15 и више година без школовања                                                | 2801     |
| 102 | Мушко становништво старо 15 и више година без школовања                                          | 924      |
| 103 | Женско становништво старо 15 и више година без школовања                                         | 1877     |
| 104 | Становништво старосног доба 15 и више година са непотпуним основним образовањем                  | 4001     |
| 105 | Мушко становништво старосног доба од 15 година и више са непотпуном основним образовањем         | 1775     |
| 106 | Женско становништво старосног доба 15 и више година са непотпуном основним образовањем           | 2226     |
| 107 | Становништво старо 15 и више година са комплетним основним образовањем                           | 4095     |
| 108 | Мушко становништво старо 15 година и више са комплетним основним образовањем                     | 1897     |
| 109 | Женско становништво старо 15 и више година са комплетним основним образовањем                    | 2198     |
| 110 | Становништво старосног доба 15 и више година са непотпуним средњим образовањем                   | 1236     |
| 111 | Мушко становништво старосног доба од 15 година и више са непотпуним средњим образовањем          | 646      |
| 112 | Женско становништво старосног доба од 15 година и више са непотпуним средњим образовањем         | 590      |
| 113 | Становништво старо 15 и више година са пуним секундарном образовањем                             | 4136     |
| 114 | Мушко становништво старосног доба од 15 година и више са пуним секундарном образовањем           | 2104     |
| 115 | Женско становништво старосног доба од 15 година и више са пуним секундарном образовањем          | 2032     |
| 116 | Становништво старије од 18 година са постосновним образовањем                                    | 4461     |
| 117 | Мушко становништво старије од 18 година са постосновним образовањем                              | 2142     |
| 118 | Женско становништво старије од 18 година са постосновним образовањем                             | 2319     |
| 119 | Просечна оцена школовања                                                                         | 6.92     |
| 120 | Просечан ниво образовања мушке популације                                                        | 7.32     |
| 121 | Просечан ниво образовања женског становништва                                                    | 6.58     |
| 122 | Економски активно становништво                                                                   | 10102    |
| 123 | Економски активна мушка популација                                                               | 7425     |
| 124 | Економски активна женска популација                                                              | 2677     |
| 125 | Становништво које није економски активно                                                         | 13630    |
| 126 | Мушко становништво које није економски активно                                                   | 3460     |
| 127 | Женско становништво које није економски активно                                                  | 10170    |
| 128 | Запослено становништво                                                                           | 9842     |
| 129 | Запослено мушко становништво                                                                     | 7199     |
| 130 | Запослено женско становништво                                                                    | 2643     |
| 131 | Незапослена популација                                                                           | 260      |
| 132 | Незапослена мушка популација                                                                     | 226      |
| 133 | Незапослена женска популација                                                                    | 34       |
| 134 | Становништво без права на здравствене услуге                                                     | 16778    |
| 135 | Становништво које има право на здравствене услуге                                                | 15039    |
| 136 | Становништво које има право на ИМСС                                                              | 4090     |
| 137 | Становништво које има право на социјално осигурање                                               | 2266     |
| 138 | Становништво које има право на државно социјално осигурање                                       | 137      |
| 139 | Становништво које има право на опште осигурање или здравствено осигурање за нову генерацију      | 8327     |
| 140 | Становништво које је било једном или није било у браку током 12 година и више                    | 9002     |
| 141 | Венчано или уједињено становништво од 12 година и више                                           | 12522    |
| 142 | Становништво које је било у браку или уједињено 12 година и више                                 | 2313     |
| 143 | Становништво са католичком религијом                                                             | 27999    |
| 144 | Протестанти, еванђелисти и библијски следбеници различити од еванђелиста                         | 2813     |
| 145 | Становништво са другим религијама различитим од претходних                                       | 8        |
| 146 | Становништво без религије                                                                        | 595      |
| 147 | Укупно пописаних домаћинства                                                                     | 7491     |
| 148 | Пописна домаћинства на челу са мушкарцима                                                        | 5346     |
| 149 | Пописна домаћинства на челу са женама                                                            | 2145     |
| 150 | Становништво у пописним домаћинствима                                                            | 31885    |
| 151 | Становништво у пописним домаћинствима на челу са мушкарцима                                      | 24352    |
| 152 | Становништво у пописним домаћинствима на челу са женама                                          | 7533     |
| 153 | Укупно домаћинстава                                                                              | 10598    |
| 154 | Укупно насељених домаћинстава                                                                    | 7495     |
| 155 | Укупно приватних кућа                                                                            | 10594    |
| 156 | Насељени приватни домови                                                                         | 7491     |
| 157 | Укупно насељених приватних кућа                                                                  | 7495     |
| 158 | Ненасељене приватне куће                                                                         | 1379     |
| 159 | Појединачна домаћинства за привремену употребу                                                   | 1724     |
| 160 | Становници у насељеним приватним кућама                                                          | 31885    |
| 161 | Насељеност станара у приватним становима                                                         | 4.26     |
| 162 | Просечно становника по соби у приватним насељеним домаћинствима                                  | 1.48     |
| 163 | Појединачна домаћинства са подовима од различитих материјала од земље                            | 5671     |
| 164 | Појединачна домаћинства у приземљу                                                               | 1759     |
| 165 | Појединачна домаћинства са једном спаваћом собом                                                 | 3984     |
| 166 | Појединачна домаћинства са две спаваће собе и више                                               | 3486     |
| 167 | Појединачна домаћинства са једним собом                                                          | 947      |
| 168 | Појединачна домаћинства са две собе                                                              | 2609     |
| 169 | Појединачна домаћинства са 3 собе и више                                                         | 3901     |
| 170 | Појединачна домаћинства која имају електрично светло                                             | 7144     |
| 171 | Појединачна домаћинства која немају електрично светло                                            | 315      |
| 172 | Појединачна домаћинства која имају водоводну воду у стамбеном простору                           | 6544     |
| 173 | Појединачна домаћинства која немају водоводну воду у стамбеном простору                          | 920      |
| 174 | Појединачна домаћинства која имају тоалет                                                        | 7063     |
| 175 | Појединачна домаћинства која имају канализацију                                                  | 5337     |
| 176 | Појединачна домаћинства која немају канализацију                                                 | 2040     |
| 177 | Појединачна домаћинства која имају електрично светло, довод воде из јавне мреже и канализацију   | 4945     |
| 178 | Појединачна домаћинства без икаквих услова                                                       | 903      |
| 179 | Појединачна домаћинства која имају радио                                                         | 4987     |
| 180 | Појединачна домаћинства која имају телевизор                                                     | 5347     |
| 181 | Појединачна домаћинства која имају фрижидер                                                      | 4508     |
| 182 | Појединачна домаћинства која имају машину за веш                                                 | 2558     |
| 183 | Појединачна домаћинства која имају аутомобил или комби                                           | 1492     |
| 184 | Појединачна домаћинства која имају рачунар                                                       | 855      |
| 185 | Појединачна домаћинства која имају фиксну телефонску линију                                      | 1420     |
| 186 | Појединачна домаћинства која имају мобилни телефон                                               | 2154     |
| 187 | Појединачна домаћинства која имају приступ интернету                                             | 337      |